# 裸尾囊鼠
裸尾囊鼠（學名：Zygogeomys trichopus），囓齒目囊鼠科裸尾囊鼠屬下唯一一種。